# أو دجي-يونغ
أو دجي-يونغ (11 يوليو 1988 - ) (الكورية: 오지영) هي لاعبة كرة طائرة كورية جنوبية في مركز ضارب خارجي ‏. شاركت في دورة الألعاب الآسيوية 2010.

## وصلات خارجية
- أو دجي-يونغ على موقع أوليمبيديا (الإنجليزية)